# Wabasso (zoologia)
Wabasso Millidge, 1984 è un genere di ragni appartenente alla famiglia Linyphiidae.

## Distribuzione
Le otto specie oggi attribuite a questo genere sono state reperite nella regione olartica: ben cinque specie sono state reperite solo in Russia.

## Tassonomia
Per la definizione delle caratteristiche della specie tipo, fa fede la descrizione degli esemplari di Eularia quaestio Chamberlin, 1948.
A giugno 2012, si compone di otto specie:
- Wabasso cacuminatus Millidge, 1984 — Russia, Canada, USA
- Wabasso hilairoides Eskov, 1988 — Russia
- Wabasso koponeni Tanasevitch, 2006 — Russia
- Wabasso millidgei Eskov, 1988 — Russia
- Wabasso quaestio (Chamberlin, 1948)[3] — Canada, Groenlandia
- Wabasso replicatus (Holm, 1950) — dalla Scozia alla Russia
- Wabasso saaristoi Tanasevitch, 2006 — Russia
- Wabasso tungusicus Eskov, 1988 — Russia